# Supercoppa svizzera (pallacanestro)
La Supercoppa svizzera di pallacanestro maschile è un trofeo organizzato ogni anno in Svizzera che mette in palio un trofeo tra i vincitori della Swiss Basketball League e della coppa nazionale.
La prima edizione ha avuto luogo nel 2015.

## Albo d'oro
| Edizione | Città    | Campione          | Finalista         | Punteggio |
| -------- | -------- | ----------------- | ----------------- | --------- |
| 2024     | Friborgo | Fribourg Olympic  | Spinelli Massagno | 98-70     |
| 2023     | Friborgo | Spinelli Massagno | Fribourg Olympic  | 74-56     |
| 2022     | Friborgo | Fribourg Olympic  | Union Neuchâtel   | 99-61     |
| 2021     | Friborgo | Fribourg Olympic  | Lions de Genève   | 93-62     |
| 2020     | Friborgo | Fribourg Olympic  | Lions de Genève   | 71-58     |
| 2019     | Yverdon  | Lions de Genève   | Fribourg Olympic  | 73-60     |
| 2018     | Yverdon  | Lions de Genève   | Lugano Tigers     | 94-77     |
| 2017     | Friborgo | Lions de Genève   | B.B.C. Monthey    | 80-65     |
| 2016     | Friborgo | Fribourg Olympic  | Union Neuchâtel   | 75-55     |
| 2015     | Zurigo   | Lugano Tigers     | Lions de Genève   | 74-66     |

### Titoli per club
- 5  Fribourg Olympic
- 3  Lions de Genève
- 1  SAM Massagno
- 1  Lugano Tigers

### Titoli per città
- 5 Friburgo
- 3 Ginevra
- 1 Massagno
- 1 Lugano